# RESCATANDO LAS COMUNAS DE GUAYAQUI, DAULAR

### Fundación de Daular
1785 - 1787 Migración de cinco familias desde Conchao (Sabana Grande) hacia el sur debido a una sequía. Encuentran tierras fértiles y agua.

Evolución

3 de mayo de 1787 Fecha que se considera la fundación de Daular, aunque en ese entonces el poblado fue nombrado Daudal, palabra de origen puruhá-mochica que significa “abundante pasto”.

Historia Daular

### Siglo XIX:
Desarrollo y cambios
1820 Nacimiento del Puerto de Bajo Grande, un centro de comercio maderero ubicado a un kilómetro de Daular. Familias de Posorja se instalan allí.
1850 Cambio oficial del nombre de Daudal a Daular debido a la castellanización del lenguaje.
1899 La comunidad vivió eventos de gran impacto, como los diez temblores de 1899, ocurridos en el contexto del fenómeno de El Niño.

### Siglo XX:
Tragedias y consolidación

Daular

1915 Construcción del cementerio Las Conchitas, el primer camposanto local.

Pobreza

Décadas de 1940-1950 Exclusión vial debido a la modificación de la carretera Guayaquil–Salinas, que deja de pasar por el centro de Daular.

### 1943
16 de Diciembre
Saqueo del Puerto de Bajo Grande por piratas, quienes roban bienes y embarcaciones.
17 de Diciembre Abandono del Puerto de Bajo Grande y traslado de su población a Daular, fusionando ambos poblados.
25 de Enero
Reconocimiento oficial de la Comuna Daular mediante el Acuerdo Ministerial Nº 1326.

### Siglo XXI:

#### Identidad y Desafíos
- Reafirmación de la identidad montubia basada en agricultura, ganadería, pesca, memoria oral y festividades religiosas.
- Desafíos y oportunidades derivados de la construcción del nuevo aeropuerto de Guayaquil cercano al territorio comunal.
- Proyectos agroecológicos, reforestación y producción orgánica para fortalecer la economía local.
- Desafíos y oportunidades derivados de la construcción del nuevo aeropuerto de Guayaquil cercano al territorio comunal.

### Sector

#### Ubicación Geográfica
Daular es una localidad rural clasificada como recinto o aldea dentro del cantón Guayaquil, en la provincia de Guayas, Ecuador. Se encuentra en el suroeste del municipio de Guayaquil, cerca de la vía a la Costa y extendiéndose en dirección a la zona de Posorja. Las coordenadas geográficas aproximadas de Daular son latitud -2.33782 y longitud -80.1561. Se localiza a una altitud de alrededor de 17 metros sobre el nivel del mar (Plan Daular–Chongón, 2009).

#### Sector y Entorno
Daular forma parte de la periferia de Guayaquil, en un área tradicionalmente rural y con baja densidad de población, caracterizada por:
- Zonas agrícolas y ganaderas con una economía basada en el trabajo del
- campo.
- Presencia de pequeños núcleos habitacionales, dispersos a lo largo de la vía a la Costa y vías secundarias.
- Cercanía a otras localidades rurales, como Puerto de Bajo Grande yHacienda Mercedes, y distancias considerables a núcleos urbanos importantes.
- Territorios en transición, con escasa urbanización y fuerte presencia de naturaleza circundante.

Mapa del sector

#### Superficie y Extensión
Aunque los límites exactos de Daular pueden variar según interpretaciones administrativas y cartográficas, la zona de influencia rural de Daular se extiende desde aproximadamente el km 34 de la Vía a la Costa, cubriendo buena parte de la franja costera al suroeste de Guayaquil. Según descripción de desarrollo urbano, este sector puede involucrar alrededor de 55 kilómetros lineales de terrenos, integrando varias comunidades rurales y parajes aledaños (Plan Daular–Chongón, 2009).

### SOCIAL

#### Estructura comunitaria y condiciones de vida
La comuna Daular, ubicada en el área rural del cantón Guayaquil, mantiene una organización social centrada en la colaboración comunitaria, como se evidencia en el vivero comunal donde se cultivan productos agrícolas y se elaboran abonos orgánicos con apoyo de la Autoridad Aeroportuaria (AAG, 2022). Sin embargo, como muchas zonas rurales de Guayas, enfrenta carencias estructurales: falta de servicios básicos, precariedad habitacional y limitada cobertura institucional. Según el PDOT provincial, más del 40 % de las áreas rurales del Guayas presentan al menos una necesidad básica insatisfecha (PDOT Guayas, 2021).

#### Educación, salud y movilidad social
En Daular existen instituciones educativas como la Unidad Educativa Don Bosco San Pedro de Daular y la Escuela Pedro Pablo Barrezueta, que ofrecen educación primaria y secundaria. Sin embargo, su capacidad y cobertura son limitadas, lo que obliga a muchos jóvenes a trasladarse hacia otras parroquias o a la ciudad para continuar su formación. Esta situación genera rezago educativo, deserción escolar y limitaciones en la atención preventiva, especialmente entre la población infantil y adulta mayor (PDOT Guayas, 2021). Esta realidad no es exclusiva de Daular: comunas rurales de la región costa, similares en su composición y ubicación, suelen enfrentar barreras similares por su aislamiento geográfico, baja inversión pública y falta de transporte regular. Un informe de UNICEF señala que en el Ecuador rural, las niñas y niños tienen menos acceso a tecnología, servicios educativos completos y atención sanitaria continua en comparación con zonas urbanas, lo que limita gravemente sus oportunidades de desarrollo (UNICEF, 2021). Daular, como parte de ese conjunto de comunas periféricas, refleja este patrón de exclusión estructural que afecta directamente las trayectorias de vida de sus habitantes.

#### Cultura comunitaria y participación social
A pesar de las dificultades, Daular conserva una identidad colectiva activa, expresada en prácticas como las mingas, los comités barriales y la autogestión productiva a través del vivero comunal (AAG, 2022). Este tipo de participación refleja un modelo común en muchas comunidades rurales de la Costa, donde la cooperación local se convierte en una estrategia clave para enfrentar la exclusión y adaptarse a los cambios del entorno (Plan Daular–Chongón, 2009).

Fortalezas y Debilidades

### ECONÓMICO

#### Economía local en Daular
La economía de Daular se basa en la agricultura para el autoconsumo, donde las familias cultivan para satisfacer sus propias necesidades y para producción destinada a la venta. Predominan los huertos familiares y las pequeñas parcelas que se trabajan con escasa tecnología y poca asesoría técnica. La producción no está diversificada y el comercio local se restringe a micronegocios informales que venden productos básicos o agrícolas, lo cual limita la sostenibilidad económica de la comunidad.

Economía local de Daular

#### Sectores productivos destacados
Además de la agricultura tradicional, Daular se destaca por su significativa actividad en la acuicultura, con alrededor 20.000 hectáreas destinadas a la producción de camarones, operadas por medianas y grandes empresas orientadas principalmente a la exportación. Sin embargo, este sector, enfrenta problemas como enfermedades en los cultivos y fluctuaciones en la demanda internacional. Por otro lado, la producción lechera, ha incrementado su eficiencia gracias a la asistencia técnica estatal. La agricultura comercial se beneficia de sistemas de riego como el Embalse Chongón y cultiva productos de alto valor como mango, cacao y limón, aunque ocupan una menor proporción de las tierras cultivadas.

#### Empleo y condiciones laborales
En Daular, el empleo es mayoritariamente informal, con ingresos inestables y sin acceso a beneficios sociales. Las actividades comunes incluyen agricultura, comercio informal y oficios básicos que no cuentan con contratos legales. La escasa oferta laboral local obliga a muchas personas a desplazarse temporalmente a Guayaquil o zonas aledañas donde puedan conseguir empleo en sectores como la construcción y los servicios, reflejando una fuerte dependencia del trabajo externo para sostener la economía local.

Empleo y condiciones laborales

#### Ingresos y pobreza
Los ingresos de la mayoría de los hogares en Daular perciben ingresos bajos, insuficientes para cubrir las necesidades básicas. La población rural vive en condiciones de pobreza y son vulnerables frente a eventos climáticos que afectan sus cultivos y medios de vida. La falta de acceso a servicios financieros y a redes formales de apoyo agravan esta situación, manteniendo a muchas familias en ciclos de subsistencia y dificultando el progreso económico y social de las familias.

#### Impacto del aeropuerto y proyectos recientes
La construcción del Aeropuerto Internacional de Daular está provocando una transformación económica sin precedentes en esta zona rural ubicada al suroeste de Guayaquil. Este proyecto de gran escala ha impulsado importantes inversiones públicas y privadas en infraestructura vial, servicios básicos, vivienda y planificación territorial, con una inversión inicial que superan los 44 millones de dólares y la generación de más de 1.200 empleos directos. Además, el Concejo Municipal ha avanzado en procesos de expropiación de terrenos para nuevas vías de acceso y un fideicomiso de 300 millones de dólares financia proyectos comunitarios y sociales previas a la operación del aeropuerto. Las proyecciones económicas para Daular son prometedoras: la inversión total podría alcanzar los 1.500 millones de dólares y una capacidad aérea para recibir hasta 10 millones de pasajeros al año. Esto convertiría al sector en un nodo estratégico para el comercio internacional, el turismo y la atracción de capitales. La plusvalía de la tierra ha experimentado un aumento considerable, pasando de aproximadamente 9 a más de 100 dólares por metro cuadrado, alcanzando hasta 1.250 dólares en algunas áreas rurales. También se está ejecutando la construcción de más de 140 kilómetros de vías nuevas que conectarán Daular con áreas clave de la región costera, facilitando el desarrollo de polos industriales y logísticos.

Elaboración basada de García

El plan de desarrollo contempla la creación de una “aerotrópolis”, una ciudad planificada alrededor del aeropuerto que integrará zonas de centros logísticos, comerciales, residenciales, agroindustrias y servicios turísticos, buscando diversificar la economía local. Asimismo, se plantea fortalecer la producción agrícola mediante asistencia tecnológica y créditos agropecuarios para mantener su competitividad en este sector dentro del nuevo contexto económico. Sin embargo, la transformación territorial conlleva importantes retos para la planificación urbana y arquitectónica. Será crucial desarrollar infraestructuras sostenibles que minimicen el impacto ambiental, al mismo tiempo que se proteja la cohesión social para evitar desplazamientos forzados y posibles tensiones comunitarias. Este proceso, convierte a Daular en un escenario de grandes oportunidades y riesgos para el desarrollo regional, afectando directamente la calidad de vida de las familias locales, pero también de riesgos, cuya adecuada gestión definirá el bienestar futuro de sus habitantes.

Declaraciones de García

### SOCIOECONOMÍA

#### Población y territorio
Según el Plan de Desarrollo Integral de la Zona del Aeropuerto Daular– Chongón (AAG, 2009), la región abarca aproximadamente 1 340 km², con una población estimada de 17 000 habitantes, de los cuales la comuna Daular forma parte junto a otros centros poblados como Sabana Grande y Limoncito. La densidad poblacional es baja, representando menos del 1 % de la población del cantón Guayaquil.

#### Educación
En la comuna Daular prevalece un bajo nivel educativo, concentrado principalmente en la instrucción primaria, lo que reduce el acceso a trabajos formales y orienta a la población hacia labores agrícolas y comercio informal. La escasa capacitación académica y técnica limita las oportunidades de obtener ingresos más altos, perpetuando la dependencia de actividades de baja rentabilidad (Palomeque, 2016).

Nivel educativo

#### Participación comunitaria e institucional
En el marco institucional, la Autoridad Aeroportuaria de Guayaquil (AAG) ha impulsado un proceso participativo con la comunidad de Daular. Mediante oficios formales de 2024, la dirigencia comunal solicitó mejoras urgentes en infraestructura (desagües, vías, redes sanitarias) y la AAG respondió comprometiéndose a evaluar y, de ser viable, incluir esas obras en el presupuesto 2025.

#### Planificación para el desarrollo socioeconómico
Asimismo, el PDOT cantonal (2023–2027) elaborado por el Municipio de Guayaquil incorpora diagnósticos y propuestas para zonas como Daular y Chongón, enfocándose en mejorar servicios básicos (agua, saneamiento, vialidad), fortalecimiento productivo local y acceso a capacitación técnica.

#### Condiciones socioeconómicos actuales
La situación socioeconómica de la comuna se caracteriza por ser una zona rural con población dispersa y baja densidad, dependiente de actividades productivas informales, con limitadas oportunidades de empleo formal. La participación institucional, a través de la AAG y el Municipio, refleja una estrategia para abordar esta situación mediante inversiones en infraestructura básica y desarrollo comunitario, con el objetivo final de preparar la zona para el impacto del futuro aeropuerto y promover la inclusión económica local.

### PRODUCTIVIDAD

#### Acuicultura
En el contexto rural de Daular, ubicado al suroeste de Guayaquil, la acuicultura representa una de las principales actividades económicas vinculadas a la productividad local. Esta zona ha experimentado un desarrollo sostenido en la cría de camarones en cautiverio, una práctica llevada a cabo principalmente por medianas y grandes empresas que orientan su producción al mercado internacional. Según datos cartográficos y registros institucionales citados por Plaza (2013), se estima que existen aproximadamente 20.000 hectáreas dedicadas a camaroneras, distribuidas entre 26 empresas. El tamaño medio de estas unidades productivas es de 770 hectáreas, con extremos que van desde 1.650 hasta 250 hectáreas. No obstante, factores como la caída de las exportaciones por enfermedades como la “mancha blanca” y la reducción de la demanda externa, especialmente durante crisis económicas globales, han impactado negativamente en este sector estratégico. Paralelamente, Daular también mantiene una base económica tradicional basada en la pesca artesanal de agua dulce en el río Daular. Esta actividad es desarrollada por comunidades locales que capturan especies como cachamas y robalos, aprovechando los patrones de comportamiento de los peces, especialmente durante el amanecer, el atardecer y ciertos frentes meteorológicos. La lluvia ligera favorece esta práctica al remover alimento de la superficie del agua, mientras que la lluvia intensa disminuye la actividad pesquera. La pesca artesanal, aunque de menor escala en comparación con la acuicultura industrial, representa una fuente de sustento significativa para numerosas familias y constituye un complemento vital dentro del sistema productivo local, articulando conocimientos tradicionales con dinámicas empresariales exportadoras.

Agricultura y ganadería

#### Ganadería
En cuanto a la ganadería, Daular posee un segmento productivo de ganado lechero. Andrés Cornejo, ganadero del recinto Daular, señala que gracias a la asistencia técnica permanente que ofrece el Ministerio de Agricultura y Ganadería (MAG), han podido aplicar técnicas como la inseminación artificial, lo que ha incrementado notablemente su productividad en la producción de leche. Esta asistencia técnica es esencial para que los ganaderos mejoren la calidad y cantidad de sus productos, favoreciendo la economía familiar y local (El Universo, 2002).

#### Agricultura
La agricultura en Daular constituye un componente esencial dentro de su sistema de productividad rural, sustentándose principalmente en cultivos de secano que se desarrollan durante la estación invernal, entre enero y abril, y en ocasiones hasta mayo. Durante este periodo se siembra especialmente maíz y se mejora el pasto natural para la alimentación del ganado vacuno. La productividad agrícola se ha visto fortalecida desde 1991-1992 con la implementación del sistema de riego impulsado por el Trasvase de agua construido por CEDEGE, cuyo eje operativo es el Embalse Chongón. Este sistema ha permitido ampliar el aprovechamiento de más de 19.500 hectáreas de suelos potencialmente productivos, favoreciendo cultivos comerciales de alto valor como el mango, que ocupa 1.733 hectáreas y se orienta principalmente al mercado internacional (Galo Plaza, 2013; Plan de Desarrollo Zona del Aeropuerto Daular-Chongón, s.f.) Los cultivos permanentes más relevantes en la zona son el mango, el cacao y el limón, los cuales en conjunto representan el 70% de la tierra sembrada, aunque sólo ocupan el 12,5% del total de la superficie agrícola disponible, lo que evidencia una concentración productiva en rubros exportables. En contraste, la producción de hortalizas es mínima, con apenas 7 hectáreas cultivadas entre Daular y la vecina zona de Cerecita, posiblemente debido a limitaciones en la planificación agrícola vinculada a la “Ruta del Canal CEDEGE”. Otros cultivos como banano, uva, maracuyá, plantas medicinales, piña, guayaba, guanábana y aguacate están presentes de forma dispersa y en pequeñas escalas. Esta estructura agrícola mixta combina prácticas tradicionales con enfoques orientados a la exportación, posicionando a Daular como un territorio con potencial estratégico para el desarrollo agroproductivo en el suroeste de Guayaquil (Galo Plaza, 2013).

Agricultura y ganadería

Información del CEDEGE

### DIAGNOSTICO

#### Situación actual
- Comunidad agrícola, autosustentable pero sin ingresos estables
- Poco acceso a educación superior o técnica.
- Alta migración juvenil.
- Inundaciones y desastres cíclicos.

#### Aeropuerto en construcción
PELIGRO
- Nuevos empleos (logística, servicios, turismo, mantenimiento) requerirán formación técnica.
- Si no se capacitan, la comunidad será excluida del desarrollo.

¿Qué deberían hacer?
- Formarse en logística, mantenimiento básico, atención al cliente y

limpieza industrial.
- Crear cooperativas agrícolas que vendan productos al aeropuerto y a

su zona de influencia (ej. frutas, café, alimentos).
- Solicitar programas de capacitación a través de convenios con el

municipio o con ONGs.
- Crear alianzas con universidades y centros técnicos.
- Estimular emprendimientos turísticos o artesanales propios.
- Conectarse con sistemas de crédito para pequeños negocios.

RESULTADO ESPERADO
- Comunidad integrada al desarrollo.
- Jóvenes con oportunidades locales.
- Reducción de migración.
- Economía circular entre aeropuerto y habitantes.

PROBLEMÁTICAS PRINCIPALES TRABAJO
- Predominio de empleos agrícolas de subsistencia.
- Empleos no generan ahorro ni mejoran calidad de vida.
- No hay industrias, ni comercio especializado.
- Aeropuerto traerá nuevos tipos de empleo que la comunidad no podrá asumir.

EDUCACIÓN
- Ausencia de formación técnica en áreas como logística, hotelería, turismo. etc.
- Infraestructura educativa básica insuficiente.
- Falta de conexión con actores públicos o privados para capacitación.

MIGRACIÓN
- Jóvenes abandonan la comunidad buscando educación o empleo.
- Enjevecimiento poblacional local.
- Fuga del conocimiento local.

RIESGOS NATURALES
- Inundaciones frecuentes por crecida del rio Daular.
- Perdida de suelos agrícolas.
- Riesgo estructural y perdida de vivienda.

#### DIAGNÓSTICO

##### AGRICULTURA DE SUBSISTENCIA
- Cultivo de alimentos para autoconsumo
- Venta mínima a mercados locales
- Riesgo climático elevado

##### COMERCIO LOCAL INFORMAL
- Venta de productos en ferias
- Negocios familiares sin formalización

##### MANO DE OBRA OCASIONAL
- Albañilería, ayudantes, jornaleros
- Ingresos irregulares y sin beneficios sociales

##### OTROS (ARTESANÍAS, SERVICIOS)
- Actividades no sostenibles
- Sin acceso a clientes estables

Situación actual

Agricultura, comercio, Mano de obra y Otros

- Comunidad rural con base económica en agricultura y ganadería.
- Alta precariedad en vivienda, servicios básicos, salud y educación.
- Organización social activa (mingas, vivero comunal, autogestión).
- Limitado acceso a tecnología, financiamiento y asistencia técnica.

(PDOT Guayas, 2021; UNICEF, 2021).
Problemáticas identificadas

Vista panorámica

- Rezago educativo y movilidad limitada.
- Escasa inversión pública y cobertura institucional.
- Aislamiento geográfico y baja conectividad.
- Necesidades básicas insatisfechas en gran parte de la población.

(García, 2025).
Oportunidades de Desarrollo
- Construcción del nuevo Aeropuerto Internacional de Daular.
- Inversión pública y privada en infraestructura y empleo.
- Proyección como nodo estratégico para comercio y logística.
- Aumento de plusvalía del suelo y dinamismo económico.
- (Primicias, 2025; Plan de Desarrollo Zona del Aeropuerto Daular-Chongón,
- s.f.).

Retos para el futuro
- Riesgo de desplazamiento de poblaciones rurales.
- Posible pérdida de identidad y tejido comunitario.
- Necesidad de planificación urbana sostenible e inclusiva.
- Gestión de impactos ambientales y sociales.

(AAG, 2022; Galo Plaza, 2013; Plan de Desarrollo Zona del Aeropuerto Daular-Chongón, s.f.).

km 33 de la vía a la Costa

### VEGETACIÒN DEL SITIO
Se trata de un territorio rural con vegetación dispersa, cultivos y zonas de cauce natural del río Daular, rodeado de pastizales, bosques secundarios y humedales no protegidos La vegetación de Daular corresponde principalmente a un bosque seco tropical, caracterizado por árboles de hoja caduca como guayacán, pechiche, ceibo y guachapelí, adaptados a largos períodos de sequía. Hoy en día, esta vegetación está fragmentada y degradada por la agricultura, los incendios y la expansión urbana. Aunque quedan remanentes de flora nativa, gran parte del territorio presenta matorrales secos, pastizales y cultivos, lo que ha reducido drásticamente la biodiversidad original. La zona aún conserva potencial ecológico si se protege y se reforesta con especies autóctonas.

Bosque seco tropical

El entorno natural ha sufrido los efectos de la expansión urbana y la degradación ambiental. Sin embargo, iniciativas como el vivero comunitario manejado por el Grupo de Mujeres Daular — impulsado con apoyo de Fundación Nobis— muestran que la recuperación del ecosistema es posible desde lo local. A través de la producción de especies nativas, estas mujeres lideran un proceso de reforestación y resiliencia ecológica, en un territorio marcado por la pérdida del bosque seco tropical y el avance de la frontera agrícola.

### ESPECIES VEGETALES REPRESENTATIVA

Tipos de madera

Guayacán (Tabebuia chrysantha): Árbol emblemático del bosque seco, muy valorado por su floración amarilla en época seca. En Daular, simboliza la resiliencia del ecosistema nativo y es clave en proyectos de reforestación comunitaria. Muy representativo, usado en reforestación y visible por su floración. Posee el 20% de utilidad.
Pechiche (Vitex gigantea):Frutal silvestre tradicional, da frutos oscuros comestibles. En Daular, representa un recurso alimenticio local y parte del conocimiento ancestral del entorno. Frutal local, presente pero menos dominante. Es utilizada en un 10%.
Guachapelí (Albizia guachapele):Árbol de sombra y rápido crecimiento. Se usa para recuperar suelos degradados y como barrera natural en zonas agrícolas. En Daular, es útil en sistemas agroecológicos. Uso común en recuperación de suelos y sombra.Su madera ayuda en un 15% a la población general.
Colorado y Cuaiarupo (Erythrina spp. y otros): Especies nativas que enriquecen la diversidad del bosque seco. Aunque menos conocidas, son esenciales para mantener la estructura ecológica original. Uso común en recuperación de suelos y sombra. Diversidad secundaria nativa, importante ecológicamente. Su labor radica en un 10% en la vida natural.
Ceibo (Ceiba trichistandra):Árbol monumental, de gran presencia visual. Es parte del paisaje simbólico de la región y refugio para aves. Su conservación en Daular conecta con la identidad natural del litoral. Árbol simbólico y grande, pero no tan abundante por su tamaño.Es útil en un 15 %.
Balsa (Ochroma pyramidale):Árbol ligero y de rápido crecimiento. Su madera es usada en carpintería local. En Daular, se emplea como especie pionera en restauración de zonas degradadas. Especie pionera, usada en restauración rápida. Su utilidad abarca el 10%.
Algarrobo (Prosopis pallida):Especie resistente a la sequía, usada en sistemas agroecológicos por su capacidad de mejorar suelos y fijar nitrógeno. Fundamental para la agricultura sostenible en Daular. Muy resistente, clave en sistemas agroecológicos. Cuya estimación cualitativa útil es de 20%.
Actualmente, la comunidad de Daular presenta un uso del suelo predominantemente rural, con extensas áreas destinadas a actividades agropecuarias, especialmente al cultivo de maíz, cacao y otros productos de subsistencia. La ocupación del suelo es dispersa, con asentamientos humanos de baja densidad distribuidos a lo largo de vías de acceso principales. Si bien existen algunas construcciones residenciales y comunitarias, el desarrollo urbano es limitado, y gran parte del territorio conserva características naturales o semi intervenidas. En los últimos años, se han identificado presiones de cambio de uso del suelo debido a proyectos de infraestructura regional, como el futuro Aeropuerto Internacional de Daular, lo cual podría modificar significativamente la estructura territorial de la zona y acelerar procesos de urbanización. Aunque el uso actual refleja un proceso de consolidación urbana, la normativa vigente del Plan de Uso y Gestión del Suelo de Guayaquil clasifica esta zona como suelo rural de producción, donde la urbanización no está permitida sin un cambio oficial de clasificación. Esto genera un conflicto entre el uso real y el permitido, lo que hace urgente una planificación adecuada o un proceso de regularización conforme al COOTAD y la ordenanza municipal. (Municipio de Guayaquil, 2021).

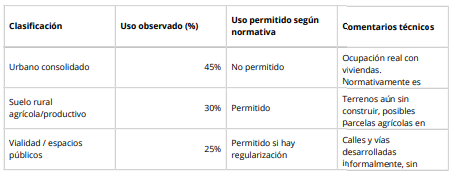
Conflicto del suelo

### EXPANSIÓN URBANA Y PLANIFICACIÓN
Contexto de Expansión Urbana en Daular Ubicación estratégica: La comuna Daular se encuentra en el extremo oeste de Guayaquil y ha sido identificada como la única dirección viable para la expansión de la ciudad.
Planificación urbana: Desde 2012, el Municipio de Guayaquil ha extendido su zona urbana hacia Daular, proyectando un nuevo polo de desarrollo que incluye el aeropuerto internacional, infraestructura vial y urbanística. Crecimiento inducido: La construcción del nuevo aeropuerto es un catalizador para desarrollos residenciales, logísticos e industriales, lo que podría provocar una transformación profunda del uso del suelo rural y natural.

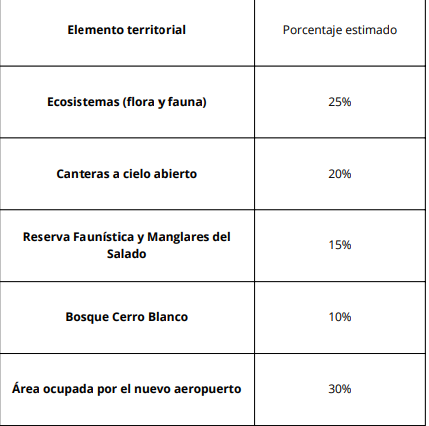
Expansión urbana Daular

### ROL DE LA COMUNIDAD EN OBSERVACIÓN
El papel activo de las comunidades locales ha sido fundamental en la conservación del entorno ecológico de Daular y sus alrededores. En zonas como Chongón, iniciativas comunitarias han establecido una relación directa entre sostenibilidad ambiental y desarrollo rural. Por ejemplo, el Centro Las Tejedoras representa un modelo de empoderamiento femenino que articula producción artesanal con educación ambiental, reforzando así el sentido de pertenencia territorial (Natura Futura, s.f.) Además, las comunidades locales han impulsado prácticas colectivas como la creación de viveros de plantas nativas, una estrategia clave para la restauración del bosque seco tropical. Estas acciones buscan no solo reforestar el territorio, sino también revalorizar conocimientos tradicionales sobre flora nativa y fomentar el trabajo cooperativa. En la comuna Daular, 25 familias participan activamente del Programa de Huertos Escolares, una iniciativa promovida por el Ministerio de Agricultura y Ganadería (MAG), con apoyo del gobierno local y centros educativos. Esta propuesta ha generado impactos concretos: las familias producen alimentos frescos como tomate, lechuga, cebolla, maíz y plátano, lo cual mejora su seguridad alimentaria y les permite ahorrar entre $30 y $40 mensuales (El Diario, 2024). Además, parte de la cosecha se comparte con vecinos o se destina a la venta, fortaleciendo la economía familiar y la cohesión comunitaria. Estas acciones demuestran cómo el tejido social de Daular se ha organizado para convertirse en agente activo de conservación y resiliencia territorial. Las autoridades municipales también reconocen la importancia de involucrar a la comunidad en los procesos de planificación urbana y ordenamiento territorial, promoviendo talleres participativos y consultas ciudadanas (Municipio de Guayaquil, s.f.). La inclusión de los saberes locales, como el conocimiento de especies nativas o técnicas agrícolas sostenibles, resulta esencial para garantizar decisiones ambientalmente responsables y culturalmente pertinentes.

## PLANIFICACIÓN URBANA RURAL
La parroquia Chongón (incluyendo Daular) ha experimentado un proceso de crecimiento urbanístico acelerado en los últimos años, transformándose de una zona rural marginal a un eje de expansión metropolitana. La cercanía a la Vía a la Costa y a Guayaquil ha incentivado la edificación de urbanizaciones privadas, muchas de ellas con seguridad controlada y áreas recreativas, y ha elevado el valor de los terrenos de aproximadamente USD9/m² hasta cerca de USD100/m². Este dinamismo se combina con la inclusión de Daular-Chongón en una visión de aerotrópolis: un corredor de crecimiento urbano que se extiende unos 55km desde la carretera costera hasta Posorja, conformando un nuevo eje estratégico urbano para Guayaquil.

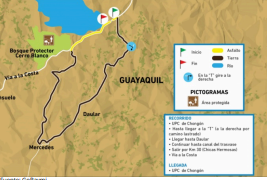
Daular-Chongón

### USO DEL SUELO ACTUAL
La comuna Daular se caracteriza actualmente por cultivar extensos pastizales, así como espacio agrícola. Estas zonas extensivas productivas secas áreas boscosas que ayudan a la preservación de la biodiversidad e integridad ecológica. Las áreas urbanas, a pesar de ser de menor extensión, se concentran en el núcleo poblacional con una expansión más dispersa, lo que, de no ser llevado a cabo de manera planeada, puede poner presión al entorno natural. La subclasificación de agostaderos y cultivos establece un nivel más detallado, al diferenciar entre agricultura intensiva y extensiva, zonas con agricultura de conservación, y áreas con limitantes por pendientes y riesgo de erosión. Todo esto apunta a un balance entre el ser humano y la naturaleza. A pesar de no estar en la ordenación espacial, en el caso de Daular el poder cumplir con la teoría sugiere un crecimiento ordenado de la agricultura y equilibrio con los bosques secos, lo cual se traduce a un mejor ordenamiento territorial.

### DISEÑO URBANÍSTICO DE DAULAR-EL CONSUELO
La planificación contempla una malla vial de 143km que conecte Guayaquil con el aeropuerto y la zona de Posorja, mediante vías principales y secundarias. En su primera fase, se están ejecutando 6.2km en la parroquia Chongón, incluyendo pasos peatonales y áreas verdes, con un avance significativo en la carretera Progreso‑Juan Gómez Rendón, con el objetivo de aliviar el actual cuello de botella de la Vía a la Costa. Además, se proyecta un túnel de 3.5km bajo Cerro Blanco para minimizar impacto ambiental y garantizar acceso directo entre Guayaquil y Daular. Para viabilizarlo, el Municipio ya ha destinado aproximadamente USD17 millones para expropiaciones de terrenos estratégicos, incluidos predios privados y académicos en Espol y Calizas Huayco S.A.

Diseño urbanístico

### PLAN MAESTRO VIAL Y AEROTRÓPOLIS
Los informes periodísticos en Primicias y Ecuador 221 detallan el enfoque municipal para convertir el área alrededor de Daular en una “aerotrópolis” , integrando 34 comunidades desde la vía a la Costa hasta Posorja, creando un tejido urbano logístico‑residencial agroindustrial conectado con el nuevo aeropuerto. Se prevé una malla vial de 143km, incluyendo: Estudio plan maestro listo en abril de 2025. Obras clave:
- Anillo vial de Chongón (6.2km de cuatro carriles y paso elevado en km22), inaugurado en diciembre 2024, con presupuesto USD25 millones.
- Dos pasos peatonales con avance del 70%, entrega prevista en abril de 2025.
- Estudios para tres pasos vehiculares a desnivel (Puerto Azul, Holcim, Chongón).
- Vía alterna por Cerro Blanco de 24km, con túnel de 300m, mediante alianza
- público‑privada, inversión estimada USD200 millones

Además, la municipalidad aprobó USD17 millones para expropiar 45 predios y construir una autopista directa al aeropuerto (~27km, con túnel), estructurada como eje vial estratégico, con estudios avanzados (70% completado) y entrega a abril de 2025.

### RIESGOS AMBIENTALES Y SOSTENIBILIDAD
Expertos alertan sobre el impacto ambiental significativo del aeropuerto y su infraestructura vial. El ecólogo Jaime Salas advierte que Daular es un hábitat con alta biodiversidad – aves y mamíferos utilizan la zona adyacente como refugio y corredor biológico –, por lo que ruido, iluminación y residuos representan amenazas que demandan planes de mitigación robustos. A pesar de esto, la Autoridad Aeroportuaria implementa proyectos sostenibles como viveros agroecológicos en Daular, con producción orgánica, lombricultura e insecticidas naturales, como parte de una estrategia de responsabilidad social ambiental. No obstante, varios urbanistas critican que la planificación vial aún es fragmentada y podría no resolver la congestión estructural existente sin un modelo integral de flujo vehicular y humano.

### ZONAS EN CONFLICTO: INDUSTRIAS CERCA DE VIVIENDAS, ZONAS INUNDABLES URBANIZADAS[27]
Uno de los problemas críticos en la planificación urbana de Daular es la presencia de zonas en conflicto, donde el crecimiento urbano no ha sido acompañado por una adecuada zonificación. Dos aspectos clave son: 1. Industrias cercanas a viviendas La coexistencia de áreas industriales con zonas residenciales genera múltiples conflictos. Los habitantes se enfrentan a problemas como contaminación del aire, ruido, tráfico pesado y un deterioro en la calidad de vida. En Daular, el desarrollo industrial no ha sido debidamente aislado, lo cual va en contra de los principios de una planificación sostenible y provoca riesgos tanto ambientales como sociales (González, 2023). “La falta de zonificación diferenciada ha promovido el asentamiento de viviendas en zonas de influencia industrial, comprometiendo la salud de sus habitantes” (González, 2023, p. 58).

### ZONAS EN CONFLICTO: INDUSTRIAS CERCA DE VIVIENDAS, ZONAS INUNDABLES URBANIZADAS
2. Zonas inundables urbanizadas Otro conflicto importante es la urbanización de zonas con alto riesgo de inundación, sobre todo por su cercanía a esteros y terrenos bajos. En lugar de evitar el asentamiento humano en estas áreas, muchas veces se han legalizado o promovido, incluso sin infraestructura adecuada para el manejo de aguas pluviales. Esto expone a la población a pérdidas materiales recurrentes y riesgo humano. “El crecimiento urbano se ha dado en dirección de las zonas más vulnerables sin considerar estudios hidrológicos ni mapas de riesgo” (González, 2023, p. 66).

### COMUNIDADES DESPLAZADAS O MARGINADAS
Uno de los aspectos más preocupantes del megaproyecto aeroportuario en Daular es el impacto social que generará sobre las comunidades asentadas en la zona. A pesar de que el discurso oficial promueve una narrativa de progreso y oportunidades, en la práctica muchas familias podrían ser desplazadas de sus viviendas o arrinconadas en áreas sin acceso a servicios básicos. La zona cuenta con núcleos poblacionales de larga data, en su mayoría dedicados a actividades agropecuarias o comerciales informales, que no han sido incluidos de manera activa en los procesos de planificación ni consulta previa. Esto representa una forma de marginalización estructural, donde las decisiones urbanas benefician principalmente a inversionistas o a grupos con poder económico, mientras que los habitantes tradicionales son vistos como obstáculos para el desarrollo.

### CONCLUSIONES
La investigación evidencia que el territorio de Daular constituye un ecosistema social y ecológico complejo, cuyo valor va mucho más allá de su función como reserva de expansión urbana. Su biodiversidad, sus comunidades organizadas y sus prácticas locales de conservación reflejan una territorialidad activa que históricamente ha convivido con el bosque seco tropical, uno de los ecosistemas más amenazados del Ecuador. Frente a la construcción del nuevo aeropuerto intercontinental, el análisis muestra una tensión creciente entre las lógicas de desarrollo económico globalizado y las dinámicas sociales locales. El megaproyecto, lejos de integrarse de forma armónica con el territorio, ha generado procesos de fragmentación ecológica, especulación inmobiliaria y transformaciones irreversibles en el uso del suelo. Las parroquias rurales, especialmente Chongón y Posorja, han comenzado a experimentar un cambio abrupto en su estructura socioeconómica, sin que exista una política pública clara de compensación o restauración ecológica que garantice la sostenibilidad del territorio. Sin embargo, también se han identificado iniciativas resilientes, impulsadas por actores comunitarios y organizaciones locales, que buscan restaurar el bosque seco, promover la soberanía alimentaria y fortalecer la identidad territorial. Estos procesos, aunque fragmentarios, abren la posibilidad de construir una visión alternativa de desarrollo para Daular, basada en la planificación participativa, la justicia ambiental y el respeto por los ciclos del paisaje natural. Es urgente que las decisiones urbanas y de infraestructura a gran escala se sometan a evaluaciones integrales que consideren no solo factores económicos, sino también impactos sociales, ecológicos y culturales. La historia de Daular demuestra que un territorio no es un vacío disponible para proyectos externos, sino un tejido vivo de relaciones, saberes y formas de habitar que merecen ser reconocidas y protegida.
La planificación urbana en Daular constituye un proyecto de gran envergadura que marca un precedente importante para la expansión territorial ordenada de Guayaquil. Las decisiones tomadas en torno a la vialidad, la zonificación, la infraestructura y la conservación ambiental tendrán un impacto directo sobre la calidad de vida de sus habitantes, así como en la sostenibilidad del entorno natural que aún conserva importantes reservas de biodiversidad. Aunque los planes contemplan una moderna red vial, el desarrollo de una aerotrópolis, y la integración de más de 30 comunidades, también se enfrentan a desafíos como la fragmentación urbana, la presión sobre ecosistemas frágiles y el riesgo de consolidar inequidades territoriales. A pesar de los avances en planificación y de algunas iniciativas sostenibles como viveros agroecológicos, aún existe la necesidad de fortalecer la articulación entre las autoridades, los actores privados y la comunidad local, para asegurar una implementación coherente y justa del modelo propuesto. En definitiva, Daular tiene el potencial de convertirse en un referente de urbanismo responsable si logra equilibrar el crecimiento económico con la protección ambiental y la participación ciudadana. La planificación no debe verse solo como una herramienta técnica, sino como un proceso colectivo que garantice un futuro equitativo y sustentable para todos sus habitantes.
1. 1 2  «Daular - Autoridad Aeroportuaria de Guayaquil». Consultado el 18 de agosto de 2025.
2. 1 2  [Gobierno Autónomo Descentralizado Comunal de Daular. (2023). Plan de Desarrollo de la Comunidad de Daular 2023–2027. Guayaquil, Ecuador. Presupuesto participativo y rendición de cuentas de un gobierno autónomo descentralizado en Ecuador] |url= incorrecta (ayuda). doi:10.26820/reciamuc/2.(3).septiembre.2018.267-294. Consultado el 18 de agosto de 2025.
3. ↑  González-Bolado, Jaime (31 de marzo de 2023). «Hasta los confines de Japón: un manuscrito inédito sobre el viaje de Jerónimo de Angelis a la isla de Hokkaidô (1618)». Anuario de Historia de la Iglesia 32: 399-421. ISSN 2174-0887. doi:10.15581/007.32.009. Consultado el 18 de agosto de 2025.
4. ↑  Arrese Vilche, Alfredo Enrique; Cercado Barragán, Darwin Bolívar; Benavides Burgos, Oscar Robert (24 de mayo de 2018). Implementación de Arquitectura de Seguridad de Red Interna y Perimetral Aplicado en un Municipio de la Provincia del Guayas. CIDEPRO EDITORIAL. ISBN 978-9942-792-17-4. Consultado el 18 de agosto de 2025.
5. ↑  «Anexo 1 Plan de Desarrollo Integral de La Zona Del Aeropuerto Daular - Chongón AAG PDF | PDF | Desempleo | Ciencias sociales». Scribd. Consultado el 18 de agosto de 2025.
6. ↑  Zepeda Cancino, Rubén Manuel; Vázquez García, Verónica (6 de mayo de 2025). «Caracterización de la ganadería bovina de pequeña escala en el Istmo de Tehuantepec, Oaxaca». Revista Chapingo Serie Agricultura Tropical 5. ISSN 2954-3886. doi:10.5154/r.rchsat.2024.05.06. Consultado el 18 de agosto de 2025.
7. ↑  «Anexo 1 Plan de Desarrollo Integral de La Zona Del Aeropuerto Daular - Chongón AAG PDF | PDF | Desempleo | Ciencias sociales». Scribd. Consultado el 18 de agosto de 2025.
8. ↑  García Martínez, Carmen (2022). Planeamiento y crecimiento urbano en Talavera de la Reina: aspiraciones y crisis de una ciudad media. Edicions de la Universitat de Lleida. Consultado el 18 de agosto de 2025.
9. ↑  Telégrafo, El. «El Telégrafo». www.eltelegrafo.com.ec. Consultado el 18 de agosto de 2025.
10. ↑  «Daular - Autoridad Aeroportuaria de Guayaquil». Consultado el 18 de agosto de 2025.
11. ↑  Vásquez Bernal, Oscar Alejandro (31 de mayo de 2023). Los estándares de la gerencia de proyectos y su aplicación en el desarrollo de proyectos sostenibles: una reflexión en el caso de estudio de la construcción de reservorios de agua en el municipio de Saboyá, Boyacá (Colombia). Universidad Nacional Abierta y a Distancia. Consultado el 18 de agosto de 2025.
12. ↑  «Anexo 1 Plan de Desarrollo Integral de La Zona Del Aeropuerto Daular - Chongón AAG PDF | PDF | Desempleo | Ciencias sociales». Scribd. Consultado el 18 de agosto de 2025.
13. ↑  «Fati Nijar, as UNICEF Ambassador (b)». doi.org. Consultado el 18 de agosto de 2025.
14. ↑  Pérez Arevalo, Mario. La emigración rural en el desarrollo: Efectos en la calidad de vida de los hogares rurales. Zona norte de la provincia de Los Ríos-Ecuador. Universitat Jaume I. Consultado el 18 de agosto de 2025.
15. ↑  Zepeda Cancino, Rubén Manuel; Vázquez García, Verónica (6 de mayo de 2025). «Caracterización de la ganadería bovina de pequeña escala en el Istmo de Tehuantepec, Oaxaca». Revista Chapingo Serie Agricultura Tropical 5. ISSN 2954-3886. doi:10.5154/r.rchsat.2024.05.06. Consultado el 18 de agosto de 2025.
16. ↑  «Home». Prefectura del Guayas. Consultado el 18 de agosto de 2025.
17. ↑  «Principal». El Diario. Consultado el 18 de agosto de 2025.
18. ↑  «ORDENANZA QUE SANCIONA Y PONE VIGENCIA EL PLAN DE DESARROLLO Y ORDENAMIENTO TERRITORIAL 2019-2023 Y EL PLAN DE USO Y GESTION DEL SUELO 2021-2033». Superintendencia de Ordenamiento Territorial, Uso y Gestión del Suelo. Consultado el 18 de agosto de 2025.
19. ↑  Cuero Melville, Diana Carolina; Lavalle Villacís, Ana Gabriela (5 de agosto de 2024). «Análisis del Cambio de Uso de Suelo en la Expansión Urbana de Guayaquil: Perspectivas y Desafíos: Analysis of Land Use Change in Guayaquil's Urban Expansion: Perspectives and Challenges». Revista Scientific 9 (33): 129-150. ISSN 2542-2987. doi:10.29394/Scientific.issn.2542-2987.2024.9.33.6.129-150. Consultado el 18 de agosto de 2025.
20. ↑  «Principal». El Diario. Consultado el 18 de agosto de 2025.
21. ↑  Instrumentos jurídicos que facilitan operaciones transnacionales de cooperación y reestructuración empresarial. J.M Bosch. 26 de agosto de 2015. pp. 145-196. Consultado el 18 de agosto de 2025.
22. 1 2  Lazo Salazar, Ramón (9 de enero de 2012). «La Universidad de Guayaquil y su participación en el estudio de la Oncocercosis en el Ecuador». Revista Universidad de Guayaquil 112 (1): 69-76. ISSN 2806-5751. doi:10.53591/rug.v112i1.409. Consultado el 18 de agosto de 2025.
23. ↑  López Pérez, Esther. Mapeo de áreas regadas usando datos geoespaciales y teledetección en el municipio de Caudete de las Fuentes (Valencia). Universidad Politecnica de Cartagena. Consultado el 18 de agosto de 2025.
24. ↑  «Guayaquil planea su crecimiento urbano en torno al aeropuerto de Daular, al suroeste de la ciudad». Primicias. 30 de enero de 2025. Consultado el 18 de agosto de 2025.
25. ↑  Instrumentos jurídicos que facilitan operaciones transnacionales de cooperación y reestructuración empresarial. J.M Bosch. 26 de agosto de 2015. pp. 145-196. Consultado el 18 de agosto de 2025.